# Tadeusz Wolański
Tadeusz Wolański (17. listopada 1785. – 16. veljače 1865.), poljski arheolog, slavenofil. Autor je pretpostavke o slavenskome postanku Etruščana.

## Stavovi
Tadeusz Wolański je istražio arheološke spomenike Europe i Sjeverne Afrike. On je pretpostavio, da su u razdoblju od 7. do 4. stoljeća pr. Kr. postojali trgovački odnosi između Drevnog Egipta i slavenskih zemalja.
Wolański je pomoću slavenskih jezika dešifrirao većinu etruščanskih natpisa, uključujući spomenik kod Kreccia. Njegove knjige su bile unešene u Index Librorum Prohibitorum i osuđene na spaljivanje.
Sada istraživanje runske pismenosti nastavlja ruski znanstvenik Valerij Čudinov.

## Vanjske poveznice
- Joachim Śliwa, Tadeusz Wolański (1785-1865)  Arhivirana inačica izvorne stranice od 3. srpnja 2007. (Wayback Machine)